# Valérie Lang
Pour les articles homonymes, voir Lang.
Valérie Lang est une comédienne française, née le 24 mars 1966 à Nancy et morte le 22 juillet 2013 à Paris 9e.

## Biographie

### Jeunesse et formation
Valérie Suzanne Rose Lang naît le 24 mars 1966 à Nancy, elle est la fille cadette de Jack Lang, ancien ministre de la Culture, et de Monique Buczynski. Elle grandit dans le monde du théâtre. Entre 1989 et 1992, elle suit sa formation de comédienne au Conservatoire national supérieur d'art dramatique de Paris (CNSAD) dans la classe de Jean-Pierre Vincent.

### Carrière
De 1992 à 1998, Valérie Lang est membre associé de la troupe Nordey au théâtre des Amandiers. De 1998 à 2001, elle assure la codirection avec Stanislas Nordey du théâtre Gérard-Philipe - Centre dramatique national de Saint-Denis. Elle vit à ses côtés l'aventure du « théâtre citoyen », qui conduit à la faillite du théâtre,. Après sa rupture avec Stanislas Nordey, elle travaille avec la metteuse en scène Christine Letailleur.
Bien qu'elle se consacre principalement au théâtre, Valérie Lang tourne dans plusieurs films, dont La Belle Personne de Christophe Honoré et Holiday de Guillaume Nicloux, et dans des productions télévisées comme la mini-série Les Misérables et le téléfilm La Mauvaise Rencontre de Josée Dayan.
Elle intervient également dans des dramatiques radiophoniques produites par France Culture, comme L'autre bout du monde de Yves Jouan (réalisation : Étienne Vallès).

### Engagements
En 1996, Valérie Lang milite en faveur des « sans-papiers » occupant l'église Saint-Bernard de la Chapelle.
En 2007, elle rejoint le MoDem ; elle est candidate suppléante aux élections législatives dans la troisième circonscription des Hauts-de-Seine,.

### Vie privée et mort

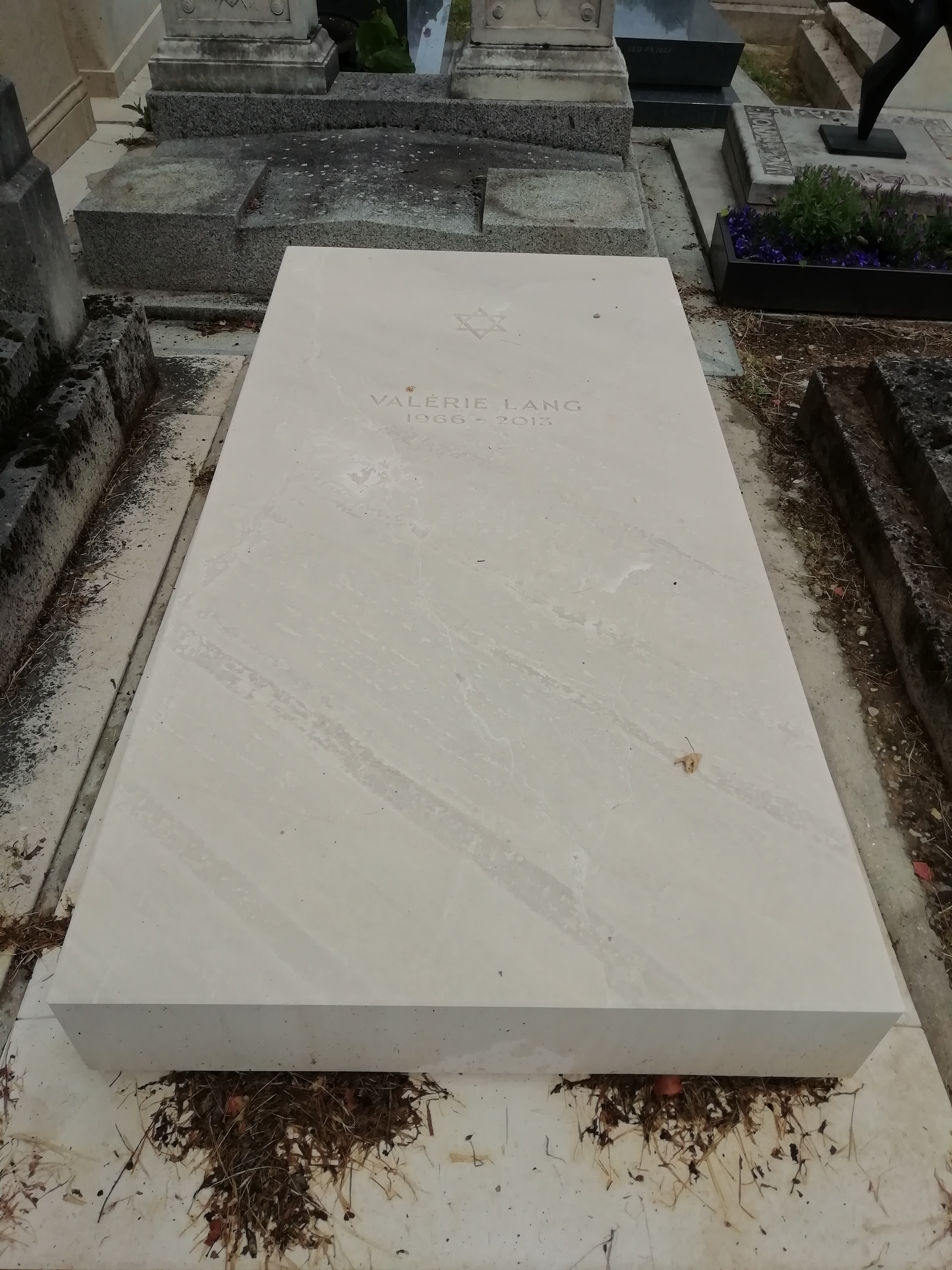
Tombe de Valérie Lang au cimetière du Montparnasse (division 2).

Elle a eu pour compagnon, durant dix-huit ans, le comédien et metteur en scène Stanislas Nordey, dont elle avait fait la connaissance au Conservatoire d'art dramatique.
Atteinte d'un cancer généralisé, Valérie Lang meurt le 22 juillet 2013 à Paris 9e, à l'âge de 47 ans, des suites d'une tumeur au cerveau foudroyante,. Elle est inhumée au cimetière du Montparnasse (division 2).

## Filmographie

### Cinéma
- 1992 : Cocon court métrage de Martin Provost
- 1995 : Jefferson in Paris de James Ivory
- 2003 : Le Divorce de James Ivory
- 2008 : La Belle Personne de Christophe Honoré
- 2008 : Soit je meurs, soit je vais mieux de Laurence Ferreira Barbosa
- 2009 : Neuilly sa mère ! de Gabriel Julien-Laferrière
- 2009 : Le Père de mes enfants de Mia Hansen-Love
- 2010 : Holiday de Guillaume Nicloux
- 2010 : Complices, de Frédéric Mermoud
- 2013 : Demi-sœur, de Josiane Balasko

### Télévision
- 2000 : Les Misérables de Josée Dayan
- 2007 : Monsieur Max de Gabriel Aghion
- 2011 : La Mauvaise Rencontre de Josée Dayan

## Théâtre
- 1993 : Quatorze Pièces piégées d’Armando Llamas, mise en scène Stanislas Nordey, Studio Théâtre du CDRC de Nantes
- 1993 : Calderon de Pier Paolo Pasolini, mise en scène Stanislas Nordey
- 1994 : Pylade de Pier Paolo Pasolini, mise en scène Stanislas Nordey, Le Quartz, théâtre Gérard-Philipe
- 1994 : Quatorze pièces piégées (+2) d'Armando Llamas, mise en scène Stanislas Nordey, théâtre Gérard-Philipe
- 1995 : Splendid's de Jean Genet, mise en scène Stanislas Nordey, théâtre Nanterre-Amandiers (voix off)
- 1996 : La Noce de Stanislas Wyspianski, mise en scène Stanislas Nordey, théâtre Nanterre-Amandiers
- 1997 : J'étais dans ma maison et j'attendais que la pluie vienne de Jean-Luc Lagarce, mise en scène Stanislas Nordey, Théâtre Ouvert
- 1998 : Comédies féroces : Les Présidentes / Enfin mort, enfin plus de souffle / Excédent de poids / Insignifiant / Amorphe de Werner Schwab, mise en scène Stanislas Nordey, théâtre Gérard-Philipe
- 1998 : Tartuffe de Molière, mise en scène Stanislas Nordey, théâtre Gérard-Philipe
- 1998 : Mirad, un garçon de Bosnie d'Ad de Bont (de), mise en scène Stanislas Nordey, théâtre Gérard-Philipe
- 1999 : Les Comédies féroces de Werner Schwab, mise en scène Stanislas Nordey, théâtre des Treize Vents
- 2000 : Contention de Didier-Georges Gabily précédé de La Dispute de Marivaux et autres bestioles, mise en scène Stanislas Nordey
- 2000 : Pornocratie. Le Pouvoir de la courtisane, mise en espace Catherine Breillat, théâtre Gérard-Philipe
- 2001 : Mirad, un garçon de Bosnie de Ad de Bont, Festival de Liège
- 2001 : Violences : Âmes et Demeures et Corps et tentations de Didier-Georges Gabily, mise en scène Stanislas Nordey, Théâtre national de Bretagne, Théâtre national de la Colline
- 2002 : L’Épreuve du feu de Magnus Dahlström, mise en scène Stanislas Nordey, théâtre national de Bretagne
- 2003 : Orgie de Pier Paolo Pasolini, mise en scène Laurent Sauvage
- 2003 : La Puce à l'oreille de Georges Feydeau, mise en scène Stanislas Nordey, théâtre national de Bretagne
- 2004 : La Puce à l'oreille de Georges Feydeau, mise en scène Stanislas Nordey, théâtre des Treize Vents, théâtre national de Strasbourg, théâtre national de la Colline, théâtre du Nord
- 2004 : Le Triomphe de l'amour de Marivaux, mise en scène Stanislas Nordey, théâtre national de Bretagne
- 2005 : Le Triomphe de l'amour de Marivaux, mise en scène Stanislas Nordey, théâtre Nanterre-Amandiers
- 2006 : Pasteur Ephraïm Magnus de Hans Henny Jahnn, mise en scène Christine Letailleur, théâtre de Gennevilliers
- 2006 : Électre d'Hugo von Hofmannsthal, mise en scène Stanislas Nordey, théâtre national de Bretagne
- 2007 : Électre d'Hugo von Hofmannsthal, mise en scène Stanislas Nordey, théâtre national de la Colline
- 2007 : La Philosophie dans le boudoir de Sade, mise en scène Christine Letailleur, théâtre national de Bretagne, Comédie de Caen, Théâtre de Gennevilliers
- 2008 : La Philosophie dans le boudoir du marquis de Sade, mise en scène Christine Letailleur, théâtre national de Strasbourg, MC2, tournée
- 2008 : Nothing hurts de Falk Richter, mise en scène Stanislas Nordey, Festival de Monaco
- 2008 : Andromaque d’Euripide, mise en scène Jean-Christophe Saïs, Nuits de Fourvière, Festival d’Athènes, Festival Grec de Barcelone, Festival international de Carthage, Festival international d'Hammamet
- 2009 : La Vénus à la fourrure de Leopold von Sacher-Masoch, mise en scène Christine Letailleur, théâtre national de la Colline
- 2009 : Hiroshima mon amour de Marguerite Duras, mise en scène Christine Letailleur, théâtre Vidy-Lausanne
- 2011 : Le Château de Wetterstein, de Frank Wedekind, mise en scène Christine Letailleur, Théâtre Vidy-Lausanne, TNB
- 2011 : La nuit sera chaude de Josiane Balasko, mise en scène de l'auteur, théâtre de la Renaissance
- 2011 : Traversée, lectures à l'occasion des 40 ans de Théâtre Ouvert, France Culture Festival d'Avignon
- 2011 : Sodome, ma douce de Laurent Gaudé, mise en scène Stanislas Nordey, Théâtre Ouvert
- 2012 : Hiroshima mon amour de Marguerite Duras, mise en scène Christine Letailleur, théâtre de la Ville

## Publication
- Stanislas Nordey et Valérie Lang, Passions civiles, entretiens avec Yan Ciret et Franck Laroze, éditions La Passe du Vent, 2000  (ISBN 2845620187)

## Lectures enregistrées
- 2013 : Histoire d'O, de Pauline Réage, coll. Littérature classique, Audiolib.